# アイタイ
「アイタイ」は、スガシカオの31枚目のシングル。2013年4月10日発売。

## 解説
- 音楽CD形態でのシングル発売は2年2か月ぶりであった。
- 初回限定盤は、「アイタイ」のミュージックビデオと、「Re:you」、「FESTIVAL」のライブ映像を収録したDVD付。

## 収録曲
1. アイタイ
  - WOWOW『CLAMPドラマ ホリック〜xxxHOLiC〜』主題歌
  - 桑田佳祐(サザンオールスターズ)はこの曲を絶賛し、自身のラジオ番組「桑田佳祐のやさしい夜遊び」内の企画『桑田佳祐が選ぶ2013年邦楽ベスト20』で8位に選出している[1]。
2. ぼくは 浮かない
3. したくてたまらない